# رشيد الدين الوطواط

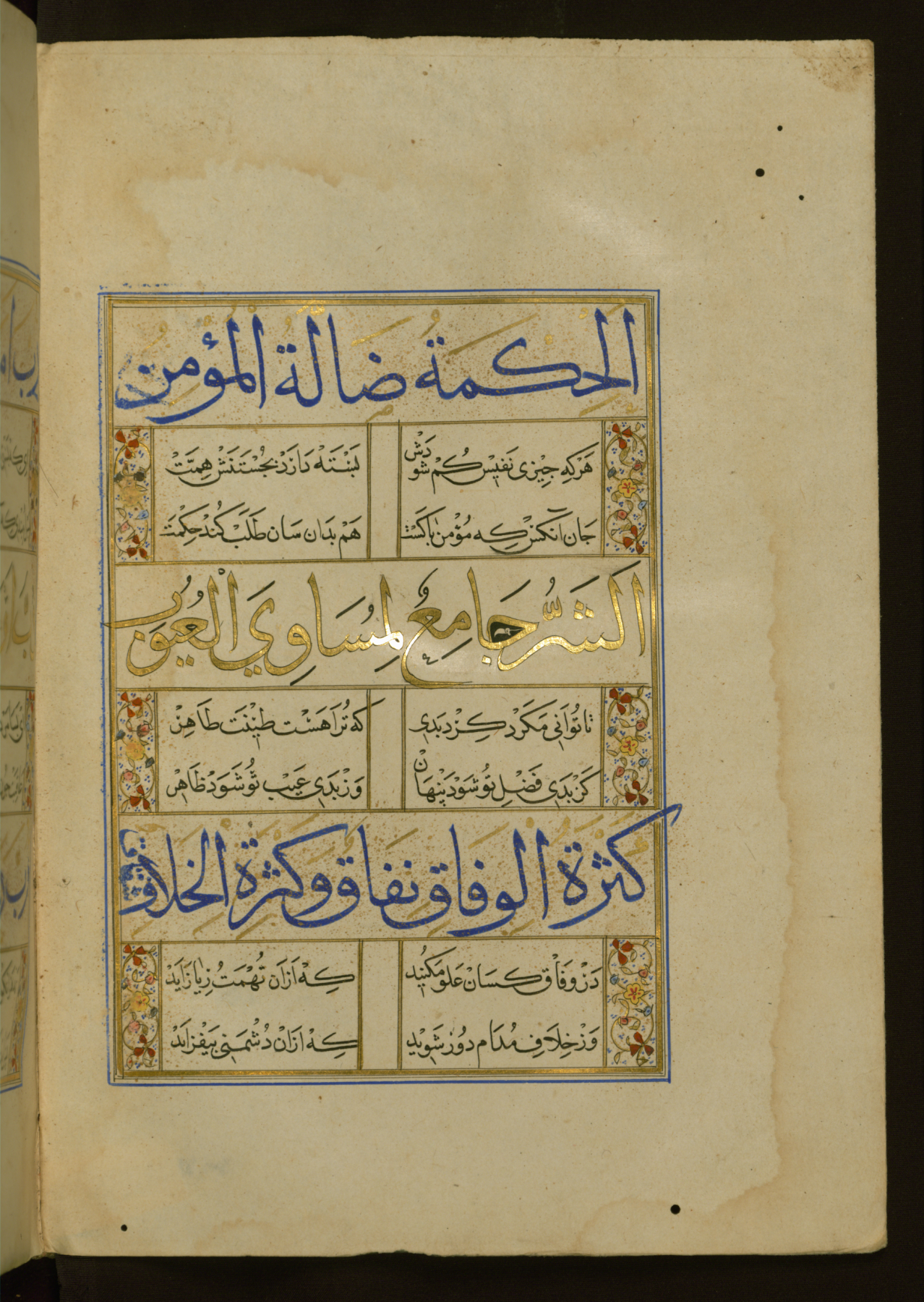
مخطوطة في متحف ولترز للفنون في بالتيمور.

رشيد الدين الوطواط (توفي 573 ه‍ / 1177 م) هو شاعر وأديب، من الكتاب المترسلين، من أهل بلخ.
هو أبو بكر رشيد الدين محمد بن عبد الجليل، وقيل محمد بن عبد الجليل بن عبد الملك بن محمد بن عبد الله بن عبد الرحمن بن محمد العمري البلخي، الملقب بملك الكتاب، والمعروف بوطواط، وهناك بعض الاختلاف في اسم أبيه وأجداده. ولد ببلخ، ووفاته بخوارزم. توفي سنة 573 هـ، وقيل سنة 578 هـ.

## آثاره
من آثاره «تحفة الصديق، من كلام أبي بكر الصديق» و«فصل الخطاب، من كلام عمر بن الخطاب» و«أنس اللهفان من كلام عثمان ابن عفان» و«مطلوب كل طالب، من كلام علي بن أبي طالب»، إضافة إلى مجموعة رسائل وديوان شعر. وله بالفارسية «حدائق السحر في دقائق الشعر» ألفه لأبي المظفر خوارزم شاه، و«ديوان رسائل».